# Велика Пирешица
Велика Пирешица (словен. Velika Pirešica) је насељено место у општини Жалец, Савињска регија, Словенија.

## Историја
До територијалне реорганизације у Словенији била је у саставу старе општине Жалец.

## Становништво
У попису становништва из 2011. године, Велика Пирешица је имала 452 становника.
| Број становника према пописима | Број становника према пописима | Број становника према пописима |
| ------------------------------ | ------------------------------ | ------------------------------ |
| 1991                           | 2002                           | 2011                           |
| 332                            | 400                            | 452                            |

Напомена: Године 2016. извршена је мања размена територија између насеља Велика Пирешица и Студенце.